# István Péni
István Péni (ur. 14 lutego 1997 w Budapeszcie) – węgierski strzelec specjalizujący się w strzelaniu z karabinu, wicemistrz świata, mistrz Europy, brązowy medalista igrzysk europejskich.

## Igrzyska olimpijskie
Na swoich pierwszych igrzyskach olimpijskich w Rio de Janeiro zajął 13. miejsce w karabinie pneumatycznym z wynikiem 624,0 punktów. Kilka dni później zajął w kwalifikacjach karabinu dowolnego w trzech pozycjach 12. pozycję, uzyskując wynik 1172 punktów.
| Igrzyska | Miejscowość    | Konkurencja                               | Kwalifikacje | Kwalifikacje | Finał                  | Finał                  |
| Igrzyska | Miejscowość    | Konkurencja                               | Wynik        | Pozycja      | Wynik                  | Pozycja                |
| -------- | -------------- | ----------------------------------------- | ------------ | ------------ | ---------------------- | ---------------------- |
| IO 2016  | Rio de Janeiro | Karabin pneumatyczny, 10 m                | 624,0        | 13.          | Nie zakwalifikował się | Nie zakwalifikował się |
| IO 2016  | Rio de Janeiro | Karabin małokalibrowy, trzy pozycje, 50 m | 1172         | 12.          | Nie zakwalifikował się | Nie zakwalifikował się |